# Plaza Omonia
La plaza Omonia (en griego: Πλατεία Ομονοίας, Plateía Omonoías, pronunciado /plaˈtia omoˈnias/, que en griego significa "plaza de la Concordia", a veces llamada simplemente Omónia) es una plaza situada en el centro de Atenas, Grecia. Marca la esquina norte del centro de la ciudad según fue definido por los planos del siglo xix, y es una de las plazas con más tráfico de la ciudad. Es servida por la estación de metro Omonoia.
La Plaza Omonia es una de las más antiguas de la ciudad de Atenas y una importante zona comercial. Está situada en la intersección de cinco calles: Panepistimiou, Stadiou Athinas, Peiraios, Agiou Konstadinou y 3º Septemvriou.

## Nombre
La plaza fue construida en 1846 y su nombre original era Plateia Anaktoron ("plaza del Palacio") porque, según el plan urbano de Atenas de 1834 propuesto por los arquitectos Stamatis Kleanthis y Eduard Shaubert, en la zona se construiría el palacio (anaktora). Posteriormente la plaza se renombró Plateia Othonos en honor al Rey Otón. En 1862 recibió su nombre actual, Plateia Omonoias, debido a que fue aquí donde los líderes de facciones políticas opuestas dieron el juramento de paz (omonia) para detener las hostilidades.

## Historia de los cambios de diseño
A finales del siglo xix la plaza sufrió varios cambios formales. Se instalaron árboles por toda la plaza, se colocó una plataforma poligonal en su centro y se instaló un sistema de iluminación. La Plaza Omonia era un centro de la vida social y cultural, debido en parte a que era el punto de partida del ferrocarril y estaba rodeada por numerosos hoteles.
Entre 1925 y 1930 se construyó el ferrocarril subterráneo entre El Pireo y Atenas, lo que exigió que se rediseñara de nuevo la plaza. La Plaza Omonia se transformó en circular y se colocaron barras de mármol en las entradas de la estación de ferrocarril. La plaza empezó a parecerse a los prototipos europeos y adquirió una gran importancia comercial. Debido a la existencia del ferrocarril subterráneo también fue necesario instalar un sistema de ventilación subterráneo y en 1931 el alcalde de Atenas Spiros Merkouris propuso colocar ocho esculturas que representaban a las musas mitológicas para cubrir las rejillas de ventilación. Aunque se solucionó el problema, el resultado no satisfizo las expectativas estéticas de los atenienses y en poco tiempo se retiraron las estatuas.
Los años cincuenta fueron una época de modernización para Atenas y consecuentemente para muchos espacios públicos. En 1954, en la zona subterránea de la plaza se construyeron bancos, tiendas y una oficina postal.
En 1958 el ministro de Transporte y Obras Públicas propuso una competición para la renovación de la plaza. El proyecto se encargó al escultor George Zongolopoulos y al arquitecto Kostas Bitsios. Su propuesta incluía un sistema acuático circular en el centro, en el cual se colocaría la escultura "Poseidón" de Zongolopoulos. La plaza fue rediseñada según esta propuesta, aunque al final no se colocó la escultura. Las fuentes de la plaza se convirtieron en uno de los monumentos más populares de la ciudad y la plaza aparecía con mucha frecuencia en las películas griegas de la época.

## Celebraciones
En esta plaza se han celebrado éxitos deportivos como las victorias de Grecia en el Eurobasket de 2005 y en la Eurocopa de 2004, cuando la gente trepaba a la escultura "cinco anillos" para celebrar con banderas nacionales.

## Arquitectura
Tras su transformación en 2003 la plaza perdió parte de su antiguo prestigio e importancia, pero aun así continúa representando un lugar multicultural y punto de comunicación, así como nodo del transporte para miles de personas.
Dos de sus edificios más importantes son los antiguos hoteles neoclásicos de la zona: el Bagkeion y el Megas Alexandros, situados a ambos lados de la calle Athinas. La escultura Pentakiklon ("cinco anillos") tiene su propia historia: colocada en la plaza en 2001, no funcionó hasta la Navidad de 2008, cuando cayó por primera vez agua en la escultura, haciendo que se muevan los círculos.

## Galería de imágenes

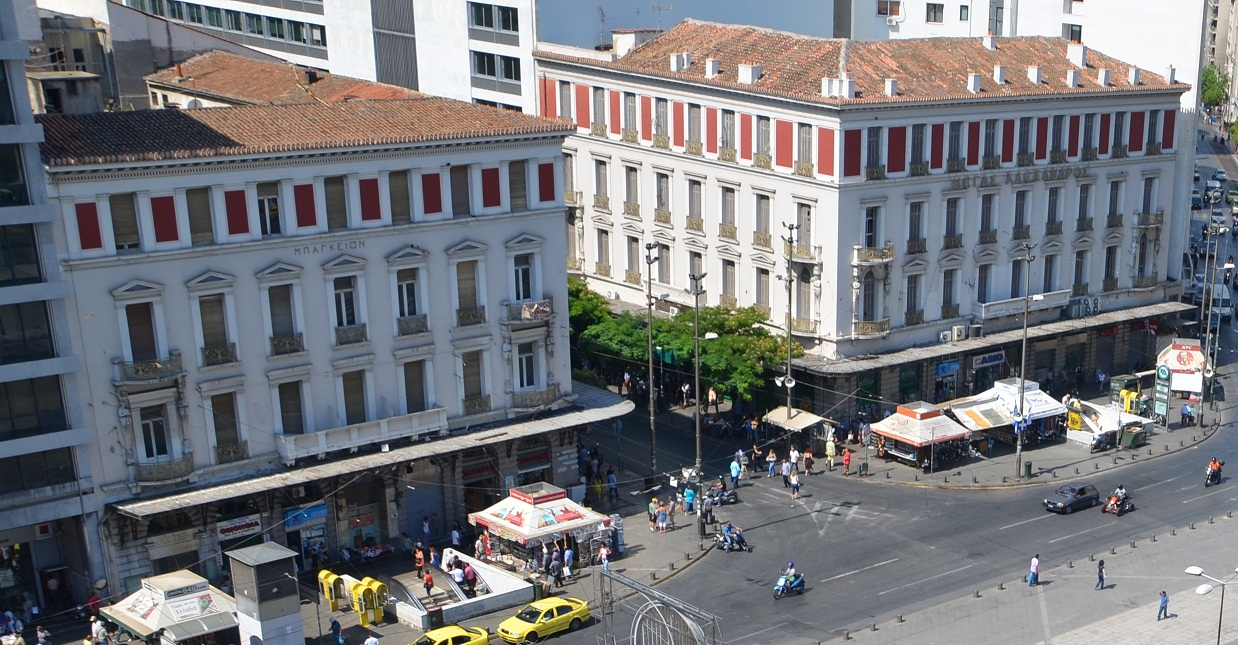
Dos de los edificios más importantes de la plaza: Bagkeion (a la izquierda) y Megas Alexandros (a la derecha, arquitecto Ernst Ziller).
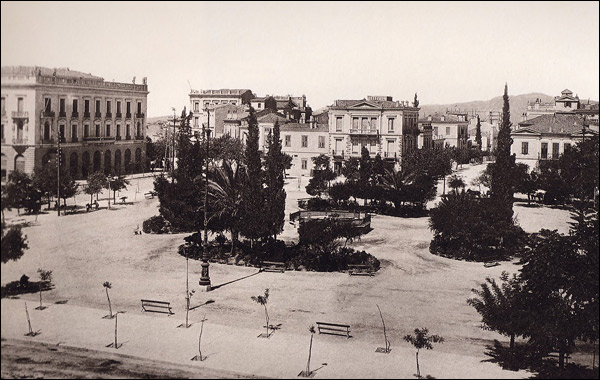
La plaza en 1890
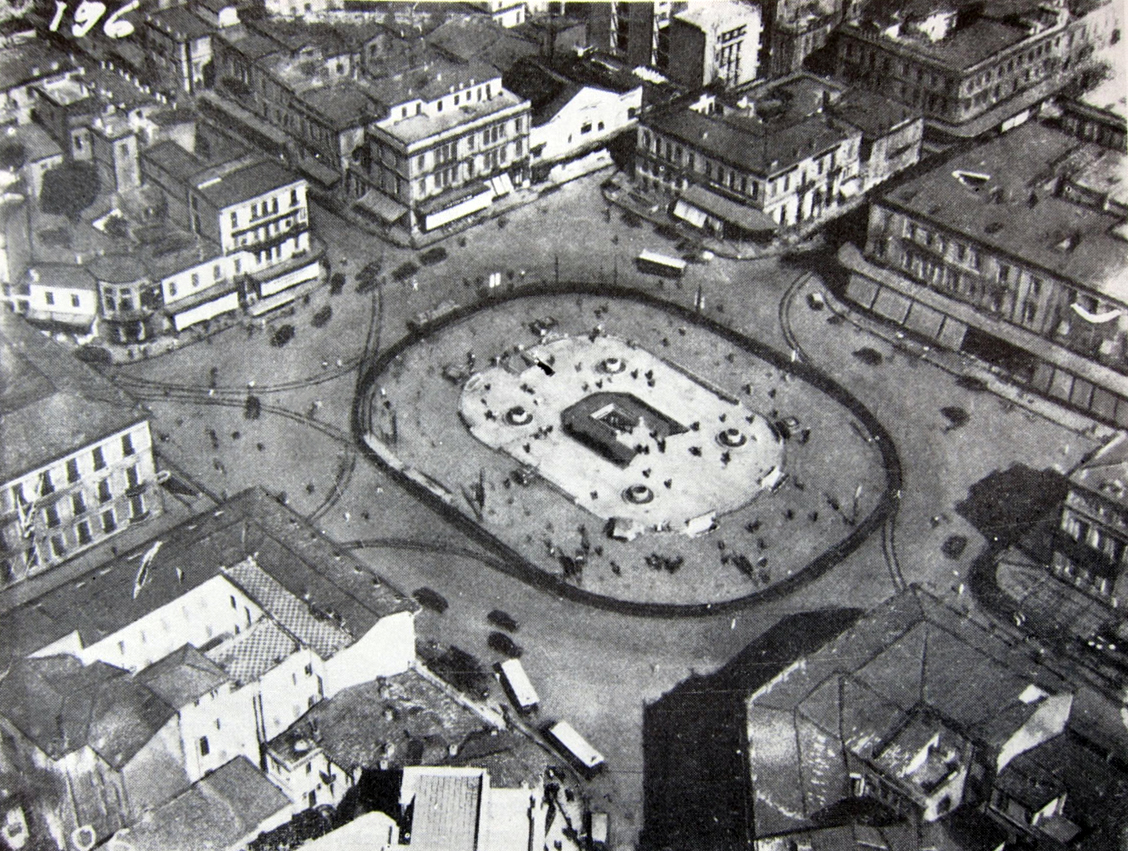
La plaza en 1925
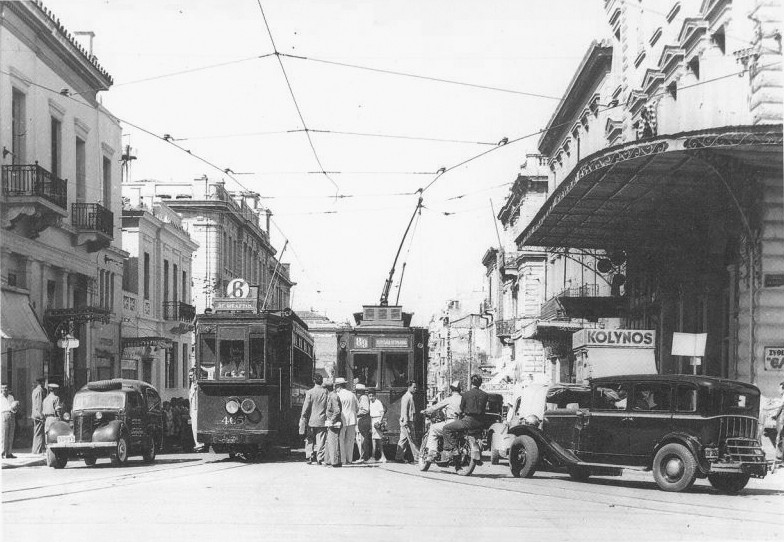
La plaza en los años cincuenta
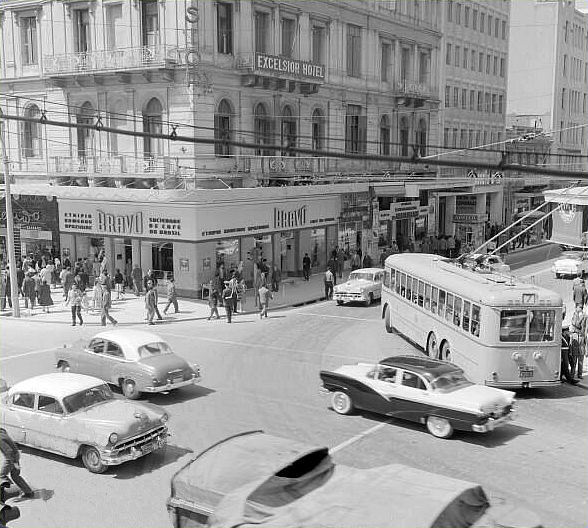
La plaza en los años sesenta
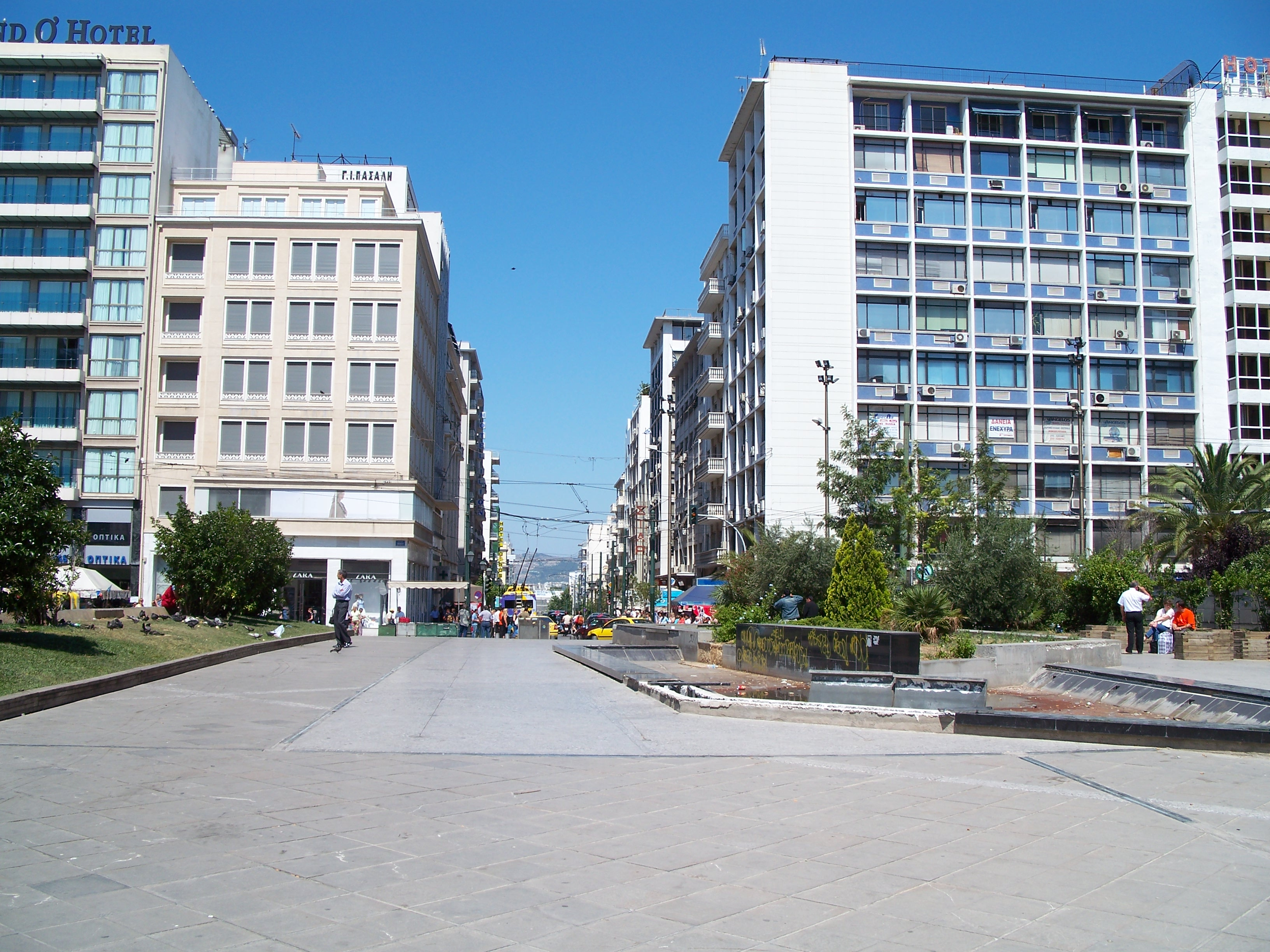
Vista de la plaza
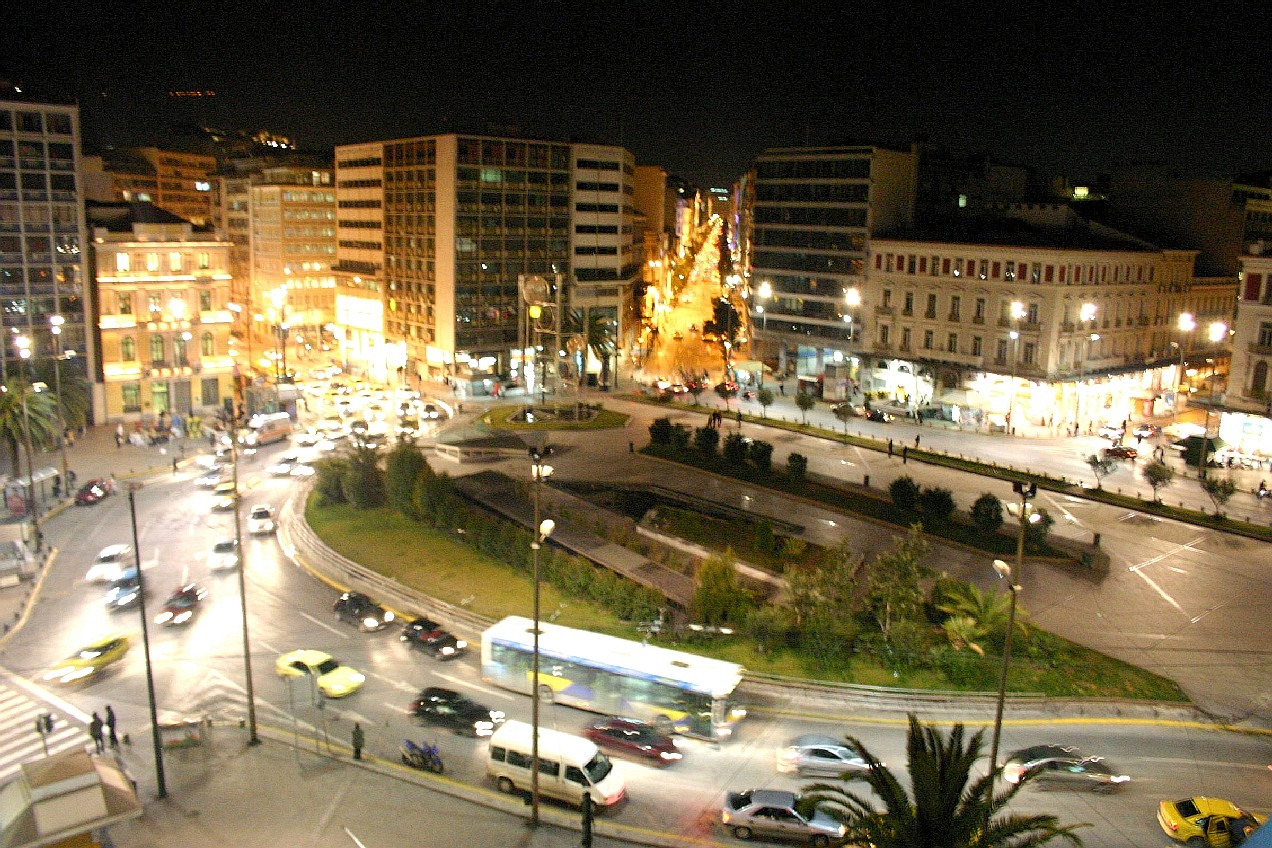
Vista nocturna
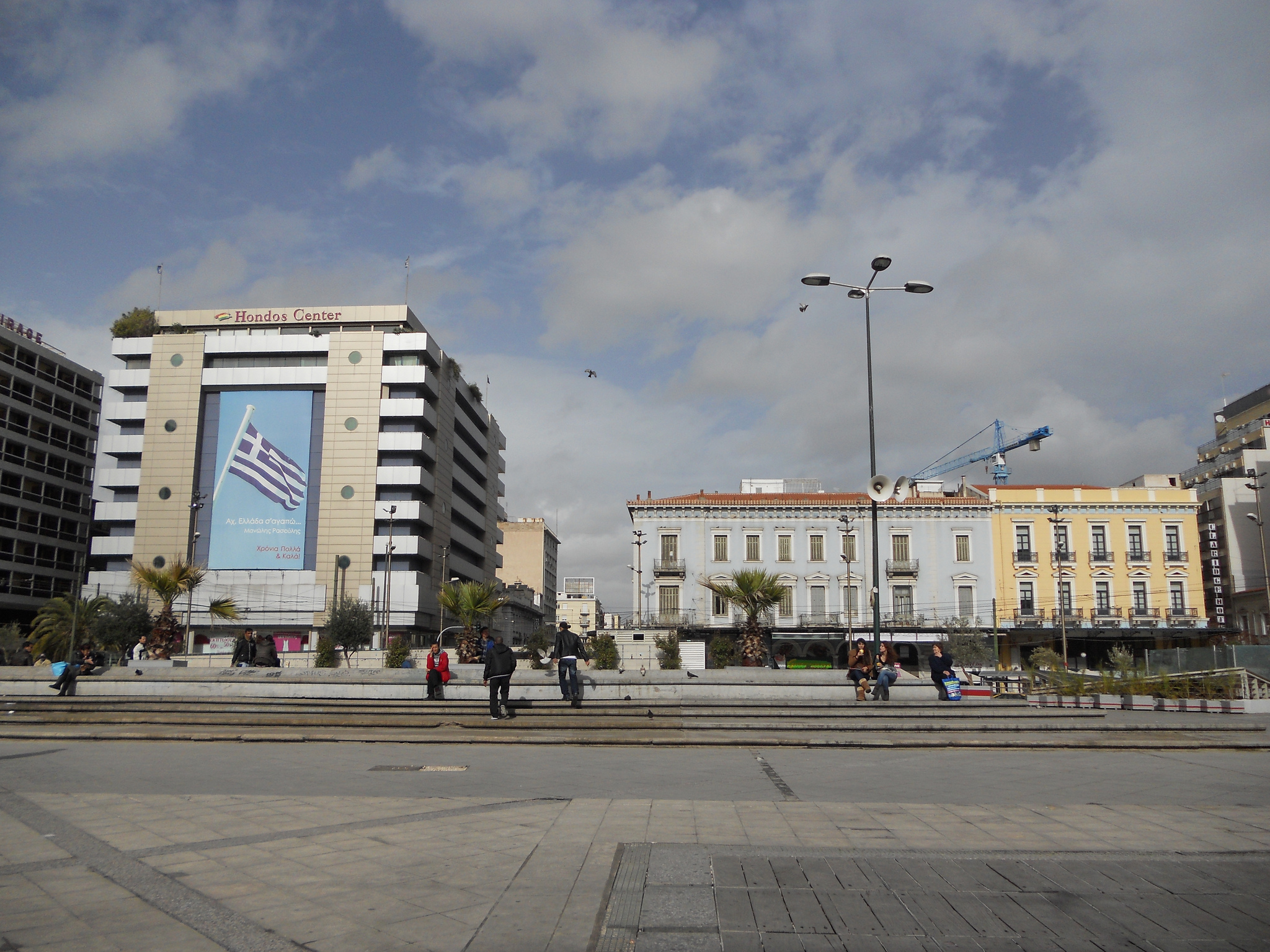
La plaza en la actualidad